# Aroania
Aroania (in greco Αροάνια?) è un ex comune della Grecia nella periferia della Grecia Occidentale (unità periferica dell'Acaia) con 2551 abitanti secondo i dati del censimento 2001.
È stato soppresso a seguito della riforma amministrativa, detta Programma Callicrate, in vigore dal gennaio 2011 ed è ora compreso nel comune di Kalavryta.

## Località
Aroania è suddiviso nelle seguenti comunità (i nomi dei villaggi tra parentesi):
- Agrampela (Agrampela, Platanitsa)
- Agridi
- Alestaina
- Anastasi (Anastasi, Moni Agion Theodoron)
- Aroania
- Desino
- Kamenianoi (Kamenianoi, Drovolovo)
- Lechouri (Lechouri, Kerasea, Selli)
- Livartzi (Livartzi, Livadi, Livartzino)
- Plaka
- Psofida (Psofida, Ano Tripotama, Kato Tripotama, Tripotama, Vasiliki)
- Seires (Seires, Agioi Theodoroi, Agios Georgios, Krini, Thomaiika)